# Klaus-Dieter Petersen
Klaus-Dieter Petersen, född 6 november 1968 i Hannover, är en tysk tidigare handbollsspelare (mittsexa). Han spelade 340 landskamper och gjorde 253 mål för Tysklands landslag.
Klaus-Dieter Petersen ingick i det tyska lag som tog OS-silver 2004 i Aten.

## Klubbar
- GWD Minden (1986–1988)
- VfL Gummersbach (1988–1993)
- THW Kiel (1993–2005)
- Wilhelmshavener HV (2008)